# Weymouth and Portland
Weymouth and Portland is een plaats in het graafschap Dorset, district Dorset en telt 63.648 inwoners. De oppervlakte bedraagt 42 km².
Van de bevolking is 19,3% ouder dan 65 jaar. De werkloosheid bedraagt 2,9% van de beroepsbevolking (cijfers volkstelling 2001).

## Plaatsen in Weymouth and Portland
- Isle of Portland
- Weymouth